# Турска академия на науките
Турската академия на науките (на турски: Türkiye Bilimler Akademisi, TÜBA) е научно сдружение, чиято цел е насърчаване на научните изследвания и дейности в Турция.
Административно е организирана като при кабинета на министър-председателя и се финансира главно от правителството. По закон е юридическо лице, ползващо се с научна, административна и финансова автономия, което се отчита пред Министерството на науката, промишлеността и технологиите. Седалището ѝ се намира в столицата Анкара.
Академията задава приоритетните направления за научни изследвания, предлага политики и необходими законодателни промени, както и научно обосновани консултации по обществени въпроси. В добавка, отличава изтъкнати учени с награди и стипендии и насърчава международното сътрудничество. Като една от записаните цели на Академията е да затвърждава у турската общественост разбирането и признаването на значението на науката и да насърчава избора на професията учен.
Фактическото изпълнение и управление на предлаганите от Академията изследователски програми се осъществява от Турския съвет за научни и технически изследвания (ТЮБИТАК).

## История
Турската академия на науките е основана съгласно декрет № 497 от 2 септември 1993. След назначаването на член-съоснователи от министър-председателя на Турция, се сформира първото общо събрание, направен е избор на председател и членове на Академичния съвет и на председател на Академията и с това Академията започва да функционира фактически от 7 януари 1994 година.  Тя е най-младата академия на науките в Европа и е по-млада от академиите на редица страни в Третия свят като Ангола и Нигерия.
Промени в избора на членове
Традиционно академията сама е избирала членовете си (академици), но считано от ноември 2011 година настъпват промени, с които една трета от членовете ѝ се назначават от Министерския съвет, а друга една трета – от ТЮБИТАК. Последната една трета от членовете се избират от ръководството на Академията. В отговор на тази промяна, 70 от дотогавашните членове на академията напускат в знак на протест и основават нова асоциация.